# 157
157 (CLVII na numeração romana) foi um ano comum do século II do Calendário Juliano, da Era de Cristo, a sua letra dominical foi C (52 semanas), teve início e fim numa sexta-feira.
| Ano completo                       |
| ---------------------------------- |
| Ano comum com início à sexta-feira |

## Mortes
- Zhang Daoing (n.c.100)